# English Open (snooker)
L'English Open è un torneo professionistico di snooker, valido per il Ranking, che si è disputato nel 2016 a Manchester, nel 2017 a Barnsley, tra il 2018 e il 2019 a Crawley e tra il 2020 e il 2021 a Milton Keynes, in Inghilterra.

## Storia
L'English Open fa parte del Home Nations Series, ovvero è uno dei quattro tornei che ogni anno si disputano nei quattro paesi del Regno Unito: (Inghilterra, Scozia, Galles e Irlanda del Nord).
Il primo torneo è stato giocato a Manchester nel 2016 ed è stato vinto dal cinese Liang Wenbó, le successive edizioni sono state vinte dagli inglesi Ronnie O'Sullivan, Stuart Bingham, Mark Selby e Judd Trump (questi due ultimi per 2 volte) e dall'australiano Neil Robertson.

## Albo d'oro
| Edizione | Vincitore         | Finalista      | Risultato | Stagione  | Città         | Impianto           | Tipologia | Note  |
| -------- | ----------------- | -------------- | --------- | --------- | ------------- | ------------------ | --------- | ----- |
| 2016     | Liang Wenbó       | Judd Trump     | 9 - 6     | 2016-2017 | Manchester    | EventCity          | Ranking   | [ 2 ] |
| 2017     | Ronnie O'Sullivan | Kyren Wilson   | 9 - 2     | 2017-2018 | Barnsley      | Barnsley Metrodome | Ranking   | [ 3 ] |
| 2018     | Stuart Bingham    | Mark Davis     | 9 - 7     | 2018-2019 | Crawley       | K2 Leisure Centre  | Ranking   | [ 4 ] |
| 2019     | Mark Selby        | David Gilbert  | 9 - 1     | 2019-2020 | Crawley       | K2 Leisure Centre  | Ranking   | [ 5 ] |
| 2020     | Judd Trump        | Neil Robertson | 9 - 8     | 2020-2021 | Milton Keynes | Marshall Arena     | Ranking   | [ 6 ] |
| 2021     | Neil Robertson    | John Higgins   | 9 - 8     | 2021-2022 | Milton Keynes | Marshall Arena     | Ranking   | [ 7 ] |
| 2022     | Mark Selby        | Luca Brecel    | 9 - 6     | 2022-2023 | Brentwood     | Brentwood Centre   | Ranking   | [ 8 ] |
| 2023     | Judd Trump        | Zhang Anda     | 9 - 7     | 2023-2024 | Brentwood     | Brentwood Centre   | Ranking   | [ 9 ] |

## Statistiche

### Finalisti
| Giocatore         | Vittorie | Finali perse | Totale |
| ----------------- | -------- | ------------ | ------ |
| Judd Trump        | 2        | 1            | 3      |
| Mark Selby        | 2        | 0            | 2      |
| Neil Robertson    | 1        | 1            | 2      |
| Liang Wenbó       | 1        | 0            | 1      |
| Ronnie O'Sullivan | 1        | 0            | 1      |
| Stuart Bingham    | 1        | 0            | 1      |
| Luca Brecel       | 0        | 1            | 1      |
| Kyren Wilson      | 0        | 1            | 1      |
| Mark Davis        | 0        | 1            | 1      |
| David Gilbert     | 0        | 1            | 1      |
| John Higgins      | 0        | 1            | 1      |
| Zhang Anda        | 0        | 1            | 1      |

### Finalisti per nazione
| Nazione     | Vittorie | Finali perse | Totale |
| ----------- | -------- | ------------ | ------ |
| Inghilterra | 6        | 4            | 10     |
| Australia   | 1        | 1            | 2      |
| Cina        | 1        | 1            | 2      |
| Scozia      | 0        | 1            | 1      |
| Belgio      | 0        | 1            | 1      |

- Vincitore più giovane: Liang Wenbó (29 anni, 2016)
- Vincitore più anziano: Ronnie O'Sullivan (42 anni, 2017), Stuart Bingham (42 anni, 2018)

### Century break
| Edizione | Century break | Miglior break                              | Century break (qualificazioni) | Miglior break (qualificazioni) |
| -------- | ------------- | ------------------------------------------ | ------------------------------ | ------------------------------ |
| 2016     | 63            | Alfie Burden (147)                         |                                |                                |
| 2017     | 83            | Liang Wenbó (147)                          |                                |                                |
| 2018     | 81            | Thepchaiya Un-Nooh Ronnie O'Sullivan (147) |                                |                                |
| 2019     | 71            | Tom Ford (147)                             |                                |                                |
| 2020     | 66            | Neil Robertson (140)                       |                                |                                |
| 2021     | 45            | Chris Wakelin (141)                        | 23                             | Barry Hawkins (146)            |
| 2022     | 73            | Mark Williams (147)                        | 26                             | Michael White (141)            |
| 2023     | 57            | John Higgins (145)                         | 14                             | James Cahill (140)             |

### Maximum break
| N° | Giocatore          | Avversario     | Turno                         | Data             | Edizione | Note   |
| -- | ------------------ | -------------- | ----------------------------- | ---------------- | -------- | ------ |
| 1  | Alfie Burden       | Daniel Wells   | Sessantaquattresimi di finale | 11 ottobre 2016  | 2016     | [ 10 ] |
| 2  | Liang Wenbó        | Tom Ford       | Trentaduesimi di finale       | 18 ottobre 2017  | 2017     | [ 11 ] |
| 3  | Thepchaiya Un-Nooh | Soheil Vahedi  | Sessantaquattresimi di finale | 16 ottobre 2018  | 2018     | [ 12 ] |
| 4  | Ronnie O'Sullivan  | Allan Taylor   | Trentaduesimi di finale       | 17 ottobre 2018  | 2018     | [ 13 ] |
| 5  | Tom Ford           | Shaun Murphy   | Ottavi di finale              | 17 ottobre 2019  | 2019     | [ 14 ] |
| 6  | Mark Williams      | Neil Robertson | Quarti di finale              | 16 dicembre 2022 | 2022     | [ 15 ] |

### Montepremi
| Edizione | Montepremi |
| -------- | ---------- |
| 2016     | £366000    |
| 2017     | £366000    |
| 2018     | £366000    |
| 2019     | £405000    |
| 2020     | £405000    |
| 2021     | £405000    |
| 2022     | £427000    |
| 2023     | £427000    |

### Sponsor
| Edizione | Sponsor        |
| -------- | -------------- |
| 2016     | Coral          |
| 2017     | Dafabet        |
| 2018     | BetVictor      |
| 2019     | 19.com         |
| 2020     | Matchroom.Live |
| 2021     | BetVictor      |
| 2022     | BetVictor      |
| 2023     | BetVictor      |